# Stanislav Sousedík
Stanislav Sousedík (* 22. srpna 1931 Praha) je český katolický filozof patřící do okruhu žáků Jana Patočky.

## Život
Po maturitě v roce 1950 se dvakrát ucházel o přijetí na FF UK (obor klasické filologie), ovšem nebyl přijat pro „nepostačující ideové předpoklady“. V letech 1951 až 1954 studoval na katolické teologické fakultě (kde mj. vzpomíná na semitologa Vojtěcha Šandu, filosofa Františka Panušku, a spirituála Jana Lebedu). V letech 1955 až 1956 studoval na VŠE, v této době se sblížil s Jiřím Němcem a Ladislavem Hejdánkem. Vyloučen byl pro laický apoštolát (šíření víry mezi svými kolegy), záminkou ovšem byla údajně zatajená politická minulost otce. Po vyloučení z VŠE nastoupil k 67. technickému praporu. V letech 1959 až 1964 pracoval jako stavební dělník (mj. s opatem Anastázem Opaskem). V roce 1963 uzavřel sňatek s Jarmilou Váňovou a nastoupil jako lektor cizích jazyků v Osvětové besedě v Praze 10. V této době se stává filosofie jeho „jediným zájmem“. Zakládal kroužky, kde vyučoval filosofii (Mj. jimi prošli Milan Machovec, pozdější ředitel AV ČR, či Jindřich Kabát, pozdější ministr kultury.).
V letech 1964–1968 studoval externě na FF UK filozofii a němčinu; diplomovou práci napsal o Rodrigovi de Arriaga. Doktorem filozofie byl promován roku 1969. V roce 1968 zahájil aspiranturu na Filosofickém ústavu ČSAV; podle jeho slov tehdy padlo rozhodnutí přijmout i nějaké věřící pracovníky; byl tedy přijat on jako zástupce katolíků a Ladislav Hejdánek jako evangelík. Po třech letech byl odtud z politických důvodů vyloučen. Čtvrtý rok aspirantury absolvoval v Kabinetu pro studia řecká, římská a latinská, kde také dokončil kandidátskou práci o Stanislavu ze Znojma, ale vstup mezi kandidáty věd mu byl uzavřen. V roce 1972 začal vyučovat na Jazykové škole v Praze, ale již po půl roce nastoupil do Pedagogického ústavu J. A. Komenského ČSAV jako editor latinských spisů J. A. Komenského. Pracoval zde až do roku 1989. V roce 1989 byl nejprve rehabilitován ve FÚ ČSAV. Na podzim 1990 začal přednášet jako odborný asistent na FF UK, roku 1991 se habilitoval pro dějiny filozofie a v roce 1993 byl jmenován řádným profesorem filozofie. Od roku 1994 přednáší filozofii také na KTF UK. V roce 2004 založil spolu s kruhem svých studentů odborný filosofický časopis Studia Neoaristotelica, s původním podtitulem „Časopis pro aristotelsky orientovanou křesťanskou filosofii“ (dnešní podtitul je „Časopis pro analytickou scholastiku“), a stal se jeho prvním šéfredaktorem.

Jeho zájem o filosofii byl a je motivován nábožensky: 
„Netajím se (...) nijak tím, že mi ve filosofii šlo a jde stále o to, odstranit její pomocí zábrany, které se rozumu staví do cesty při jeho směřování k víře. Nezapomněl jsem nikdy, jak velice na cestě k víře filosofie pomohla mně. Nedávno jsem četl výrok Kierkegaardův, že „počátkem filosofie nebyl údiv, jak učili Řekové, ale zoufalství“. Až se mi zatajil dech, jak ten spisovatel vystihl pravdu, pravdu mého vlastního života.“

Jeho syntetická práce o filosofii v českých zemích mezi středověkem a osvícenstvím poskytuje nezvyklý výhled na duchovní dějiny této oblasti.